# Équipe d'Uruguay féminine de football
Cet article traite de l'équipe féminine. Pour l'équipe masculine, voir Équipe d'Uruguay de football.
Maillots
L'équipe d’Uruguay féminine de football (en espagnol : « Selección femenina de fútbol de Uruguay ») est l'équipe nationale qui représente l'Uruguay dans les compétitions majeures de football féminin : la Coupe du monde, les Jeux olympiques et la Copa América féminine.

## Classement FIFA
| Année               | 2003 | 2004 | 2005 | 2006 | 2007 | 2008 | 2009 | 2010 | 2011 | 2012 | 2013 | 2014 | 2015 | 2016 | 2017 | 2018 |
| ------------------- | ---- | ---- | ---- | ---- | ---- | ---- | ---- | ---- | ---- | ---- | ---- | ---- | ---- | ---- | ---- | ---- |
| Classement mondial  | 67   | 67   | 68   | 60   | 57   | 55   | 92   | 71   | 69   | 68   | 68   | 67   | 70   | 128  | 119  | 74   |
| Classement Conmebol | 8    | 8    | 8    | 7    | 7    | 4    |      | 8    | 8    | 5    | 3    | 9    | 9    |      |      |      |

## Parcours dans les compétitions internationales
La sélection uruguayenne prend part à deux grandes compétitions internationales :
- La Coupe du monde réunit les meilleures nations mondiales et tous les continents y ont leurs représentants.
- La Copa América féminine est un tournoi continental où seules les sélections sud-américaines sont conviées. Cette compétition offre les accessits aux deux compétitions précédentes.

### Parcours en Coupe du monde
L’Uruguay n’a jamais participé à la Coupe du monde. 
| Édition | Performance      | J | V | N | D | Bp | Bc |
| ------- | ---------------- | - | - | - | - | -- | -- |
| 1991    | Ne participe pas | 0 | 0 | 0 | 0 | 0  | 0  |
| 1995    | Ne participe pas | 0 | 0 | 0 | 0 | 0  | 0  |
| 1999    | Non qualifiée    | 0 | 0 | 0 | 0 | 0  | 0  |
| 2003    | Non qualifiée    | 0 | 0 | 0 | 0 | 0  | 0  |
| 2007    | Non qualifiée    | 0 | 0 | 0 | 0 | 0  | 0  |
| 2011    | Non qualifiée    | 0 | 0 | 0 | 0 | 0  | 0  |
| 2015    | Non qualifiée    | 0 | 0 | 0 | 0 | 0  | 0  |
| 2019    | Non qualifiée    | 0 | 0 | 0 | 0 | 0  | 0  |
| 2023    | Non qualifiée    | 0 | 0 | 0 | 0 | 0  | 0  |
| Total   | -                | 0 | 0 | 0 | 0 | 0  | 0  |

### Parcours en Copa América féminine
La sélection uruguayenne a participé à la Copa América féminine à sepf reprises.
| Édition | Performance      | J  | V | N | D  | Bp | Bc |
| ------- | ---------------- | -- | - | - | -- | -- | -- |
| 1991    | Ne participe pas | 0  | 0 | 0 | 0  | 0  | 0  |
| 1995    | Ne participe pas | 0  | 0 | 0 | 0  | 0  | 0  |
| 1998    | Premier tour     | 4  | 0 | 2 | 2  | 6  | 8  |
| 2003    | Premier tour     | 2  | 0 | 0 | 2  | 1  | 11 |
| 2006    | Troisième        | 7  | 3 | 0 | 4  | 7  | 14 |
| 2010    | Premier tour     | 4  | 0 | 0 | 4  | 2  | 21 |
| 2014    | Premier tour     | 4  | 2 | 0 | 2  | 5  | 9  |
| 2018    | Premier tour     | 4  | 0 | 1 | 3  | 2  | 11 |
| 2022    | Premier tour     | 4  | 1 | 0 | 3  | 6  | 9  |
| Total   | -                | 29 | 6 | 3 | 20 | 29 | 83 |